# Paul Bekaert

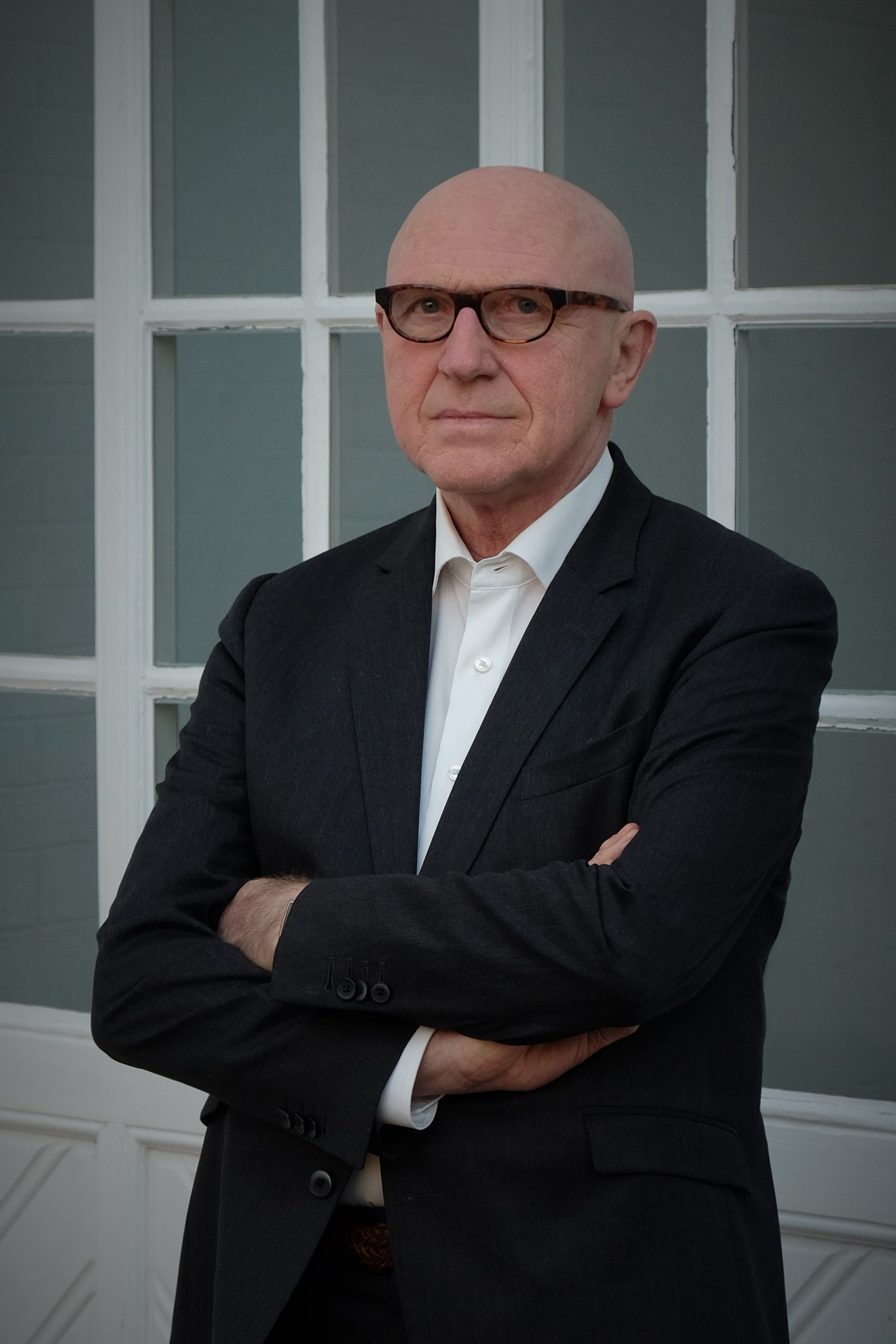
Paul Bekaert (2019)

Paul Bekaert (Kortrijk, 9 december 1948) is een Belgisch advocaat die zaken van mensenrechten,  uitleveringen en asielaanvragen pleit.

## Levensloop
Bekaert volgde de Latijn-Griekse humaniora aan het Sint-Jozefscollege in Tielt van 1961 tot 1967 en werd licentiaat in de rechten aan de KU Leuven in 1972. Hij verwierf ook een getuigschrift Bijzondere Opleiding Cassatieprocedure in Strafzaken.
Na zijn stage werd hij in 1974 advocaat aan de balie van Brugge en vestigde hij zich in Tielt. Hij beëindigde zijn loopbaan op 1 januari 2024. Hij is thans ere-advocaat.  Hij sprak de openingsrede uit  bij de opening van het gerechtelijk jaar 1978-1979. Van september 2007 tot augustus 2009 was hij stafhouder van de Brugse balie.
Hij was ook lid van de Raad van Orde van de Balie van Brugge en van de Algemene Vergadering van de Orde van Vlaamse Balies.
Hij is lid van de algemene vergadering van de Liga voor Mensenrechten. 
Gedurende 20 jaar was hij plaatsvervangend vrederechter. Hij was advocaat bij het Internationaal Strafhof in Den Haag. 
Vanaf 1978 reisde hij als waarnemer herhaaldelijk naar Noord-Ierland en naar Spaans Baskenland, waar hij de situatie van het Iers Republikeins Leger en van de afscheidingsbeweging ETA leerde kennen. Hij voerde ook vaak observatie-opdrachten uit in Palestina en Israël. 
Hij schreef een boek over de uitholling van de rechterlijke macht met als titel: 'De sluipende staatsgreep - Pleidooi van een romantisch advocaat' (2019) 

## Mensenrechten
Bekaert stelt zich op als verdediger van de mensenrechten, meer bepaald van in België verblijvende buitenlanders die geconfronteerd werden met een uitleveringsbevel naar hun land van herkomst of die asiel in België aanvroegen. Hij was de raadsman van Baskische, Catalaanse, Koerdische en Tsjetsjeense separatisten.
- Van 1993 tot 1996 verdedigde hij het van banden met de ETA beschuldigde echtpaar Luis Moreno en Raquel Garcia, dat getroffen was door een Spaans uitleveringsverzoek. Hij kon het echtpaar hiervan behoeden. Deze juridische uitspraken in België veroorzaakten een diplomatiek incident met Spanje. Zij bekwamen naderhand de Belgische nationaliteit. Bij de afwijzing van een nieuw overleveringsverzoek op grond op grond van een Europees aanhoudingsmandaat in 2004.
- In 2000 verdedigde hij de Turks-Koerdische Fehriye Erdal, van de uiterst linkse beweging DHKP-C, door de Europese Unie als terroristische organisatie opgetekend. Na een veroordeling tot 4 jaar cel door de rechtbank van Brugge voor verschillende politieke misdrijven, verdween ze nog voor ze kon worden gearresteerd en kwam nadien nooit meer in de openbaarheid, hoewel zij in beroep een minieme straf kreeg.
- In 2013 kon hij met succes het uitleveringsverzoek verhinderen vanwege Spanje met betrekking tot Natividad Jáuregui, een veroordeelde ETA-aanhangster, die al 10 jaar als vluchtelinge in België woonde.
- In 2017 werd hij de raadsman van de naar België gevluchte Catalaanse president Carles Puigdemont. Ten aanzien van het internationaal aanhoudingsmandaat verkreeg hij dat Puigdemont in voorlopige vrijheid bleef. Hij bereidde zich voor om zijn cliënt tegen de uitlevering aan Spanje te verdedigen, maar verrassend trok Spanje het Europees uitleveringsverzoek in, nog voor de Belgische rechtbank uitspraak deed. Na een bezoek aan Finland werd Puigdemont in Duitsland gearresteerd en riskeerde hij uitlevering aan Spanje, maar opnieuw werd het uitleveringsverzoek voortijdig door de Spaanse justitie ingetrokken en kon de man weer vreedzaam in België verblijven. In 2019 werd hij verkozen tot Europees Parlementslid. Op 9 maart 2021 werd door dit parlement zijn onschendbaarheid en die van twee van zijn collega's opgeheven, waarna opnieuw een uitlevering mogelijk werd. Het drietal tekende beroep aan bij het Europees Hof van Justitie en Puigdemont werd opnieuw verdedigd door meester Bekaert en zijn zoon Simon Bekaert.
- In 2018 verdedigde hij de rapper Valtonyc, die in Spanje werd veroordeeld voor majesteitsschennis en verheerlijking van het terrorisme, met als gevolg dat hij naar België was gevlucht. In 2022 wees het Hof van Beroep van Gent deze overlevering aan Spanje af.

## Publicaties
- Toepassing van het Europees Verdrag voor de Rechten van de Mens door de Belgische Rechtbanken op vlak van burgerlijk recht en strafrecht, in: De Praktijkjurist, deel VII, Gent, 2003.
- Criminalisering van politieke bewegingen in: Meervoud  maart/april 2004 p.16-24
- Europees aanhoudingsmandaat is knoeiwerk op alle niveaus, in: De Juristenkrant, 09-11-2005.
- De bouw en verbouwing van de woningbouwwet Breyne, in: Liber Amoricum Prof. Dr. G. Macours, Brugge, 2005.
- Toepassing van het Europees Verdrag voor de Rechten van de Mens door de Belgische Rechtbanken op vlak van burgerlijk recht en strafrecht, in: Recht en beweging, verslagboek 13de VRG ALumnidag KU Leuven, Antwerpen, 2006.
- Uitleveren en inleveren - einde politiek misdrijf in zicht, in: De Juristenkrant, 12-09-2007.
- Het proces tegen de Cuban Five in Atlanta, in: Ad Rem. Tijdschrift van de Orde van Vlaamse Balies, 2007.
- De voorlopige hechtenis, in: Rondetafelgesprek in: Ad Rem. Tijdschrift van de Orde van de Vlaamse Balies, 2007.
- Getuigschriften in verband met voorlopig bewind en de wet betreffende de bescherming van de persoon van de geesteszieke, in: Overhandigen van medische gegevens, 2009.
- Strijd om toetsingsrecht is gestreden, in: De Juristenkrant, 30-09-2009.
- De gerechtsverslaggeving, in: De Praktijkjurist XVIII Strafrecht en maatschappij, Story Publishers, 2012.
- In gevangenissen wordt gezeten, niet gezeteld, in: Ad Rem. Tijdschrift van de Orde van Vlaamse Balies, jg. 8, nr. 5.
- De rechten van verdediging in strafzaken, in: De Praktijkjurist XX, Story Publishers, 2013.
- Antieke uitleveringswet is aan restauratie toe, in: De Juristenkrant, 08-10-2014.
- Straatsburg neemt Belgisch uitleveringsbeleid op de korrel, in: De Juristenkrant, 30-09-2015.
- Vrouwe Justitia aan het front: weegschaal, zwaard en blinddoek, in: De Juristenkrant, 27-05-2015.
- Deontologische Topics - Brussel 2017

- De sluimerende staatsgreep - Pleidooi van een romantisch advocaat  Tielt, 2019 Uitgeverij Lannoo
- Artikelen in de Juristenkrant 2016 tot heden

## BeeldenYouTube
- Behoud de Begeerte - PRIMO LEVI "Is dit een mens" voordracht 13 november 2019
- FOCUS TV  "Wat doet Paul Bekaert als hij geen mensenrechtenadvocaat is?" 2018
- Euronews "Meet Puigdemont's Belgian Lawyer" 31 oktober 2017